# Ernest Ferny
Pour les articles homonymes, voir Ferny.
 (mars 2010).
Si vous disposez d'ouvrages ou d'articles de référence ou si vous connaissez des sites web de qualité traitant du thème abordé ici, merci de compléter l'article en donnant les références utiles à sa vérifiabilité et en les liant à la section « Notes et références ».
Ernest Ferny, de son vrai nom Ernest, Alphonse Brochu, est un acteur suisse né à Genève le 17 décembre 1886 et mort à Neuilly-Plaisance le 28 mai 1939.

## Filmographie
- 1929 : Tarakanova de Raymond Bernard - Le comte Potemkine
- 1932 : Une heure près de toi de Ernst Lubitch - Le professeur Olivier
- 1932 : IF1 ne répond plus de Karl Hartl - Mathieu
- 1933 : La Châtelaine du Liban de Jean Epstein - Le capitaine Walter
- 1934 : L'Or de Karl Hartl et Serge de Poligny
- 1934 : Les Nuits moscovites de Alexis Granowsky - Le capitaine Polonsky
- 1934 : Fédora de Louis Gasnier - Boris Ipanoff
- 1935 : Cavalerie légère de Werner Hochbaum et Roger Vitrac
- 1935 : Crime et Châtiment de Pierre Chenal
- 1935 : Golgotha de Julien Duvivier - Le témoin
- 1935 : Roses noires de Paul Martin et Jean Boyer - Niclander
- 1936 : Tarass Boulba de Alexis Granowsky - Un polonais
- 1936 : Mademoiselle Docteur ou Salonique nid d'espions de Georg-Wilhelm Pabst - Le capitaine Louvier
- 1936 : Frontière 6 kilomètres de Marcel Sablon - court métrage - Le bohémien
- 1936 : Le Coupable de Raymond Bernard - Nicolas Gailloux
- 1937 : Aloha, le chant des îles de Léon Mathot - Le premier officier
- 1937 : La Bataille silencieuse de Pierre Billon - Méricant
- 1937 : Boissière de Fernand Rivers - Walrant
- 1937 : La Danseuse rouge de Jean-Paul Paulin
- 1937 : Marthe Richard, au service de la France de Raymond Bernard - Le commandant du sous-marin
- 1937 : Nuits de feu de Marcel L'Herbier - L'officier
- 1937 : Nuits de prince de Vladimir Strijewsky
- 1937 : Troïka sur la piste blanche de Jean Dréville - Grégor
- 1937 : Le Tigre du Bengale de Richard Eichberg - Sadhu
- 1937 : Le Tombeau hindou de Richard Eichberg - suite du film précédent - Sadhu
- 1938 : Le Patriote de Maurice Tourneur - Le juge
- 1939 : La Vie d'un autre - A stolen life de Paul Czinner - Le lieutenant de police Dermangeon